# Gries im Sellrain
Gries im Sellrain est une commune autrichienne du district d'Innsbruck-Land dans le Tyrol.